# Alex Lenz
Alex Lenz Stragliotto é um ex-voleibolista brasileiro, entre outros títulos de importância pela seleção brasileira destacam-se o vice-campeão mundial na categoria juvenil, de 1995 e na adulta o bicampeonato da Copa América, em 1998 e 1999, como também  a medalha de bronze na Liga Mundial de Voleibol e foi semifinalista no Campeonato Mundial de Voleibol Masculino de 1998.

## Carreira
É um representante valoroso ijuiense, filho de Liane Lenz e Rui Stragliotto, ambos seus grandes incentivadores desde criança para o desporto, pois, seu pai e tio eram jogadores de futebol e a mãe competia em provas de atletismo e praticava o voleibol.
Alex  começa no voleibol aos 10 anos na escola mas pensava que brilharia no futebol. Era assíduo praticante  de outras modalidades como, basquete, tênis, entre outros e até mesmo bolinha de gude, mas foi em 1990 que surgiu a oportunidade  referente ao voleibol ao receber um convite para fazer parte da equipe infantil do clube porto-alegrense Sogipa, então aos  15 anos e 1,83m deu início a uma jornada que duraria 19 anos, se tornando atleta profissional com passagens em diversos clubes, países e convocações para seleções estaduais e brasileira, disputou inúmeros torneios, copas e campeonatos e conquistou importantes títulos.
Foi convocado para Seleção Gaúcha infantil e juvenil (1991 e 1992). Em 1992, fazia parte da seleção brasileira da categoria infanto-juvenil que conquistou a medalha de ouro no Campeonato Sul-Americano de Voleibol Masculino desta categoria realizado na Venezuela. Na jornada de 1992-93 da Liga Nacional de Voleibol Masculino terminou na quinta colocação atuando pela Sogipa, mesma colocação obtida em 1993  já atuando  pelo Fiat Minas e caindo uma posição na temporada 94/95 neste mesmo clube, onde também foi campeão mineiro de 1994 e convocado para seleção mineira juvenil neste mesmo ano.Em 1993 foi convocado para seleção Brasileira de Novos.
Alex já  era requisitado  para compor a seleção brasileira desde as categorias de base, esteva na seleção juvenil que se preparava para o Campeonato Sul-Americano de Voleibol Masculino Sub-21 disputado em Lima, no Peru em 1994 e conquistou a medalha de ouro desta competição, além de ser capitão desta equipe que no ano seguinte disputou o Campeonato Mundial de Voleibol Masculino Sub-21 da Malásia, e nesta edição do mundial conquistou a medalha de prata, cuja preparação para o resultado deu-se ao lado  de uma geração repleta de grandes valores como: Itápolis, Gustavo Endres, Dirceu, André Heller, Giba, Léo, Ricardinho,  Royal, Manius Abbadi, Digão, Roim, Lilico, Rafinha, Renato Felizardo, comandados por Percy Oncken e pelo técnico Antônio Marcos Lerbach.
Seu bom desempenho nos clubes e nas seleções de base rendeu-lhe a primeira convocação para seleção adulta foi feita pelo técnico José Roberto Guimarães em 1995.Neste ano foi campeão paulista  Report/Suzano   e campeão do  Torneio Natal realizado na Antuérpia-Bélgica. Na edição 1995-96 da Superliga jogou pela equipe da  Report/Suzano   conquistando o vice-campeonato ao sendo  derrotados pela equipe da Olympikus/Telesp nos playoffs, melhor de três jogos.
Defendendo a equipe da Ulbra/Diadora sendo vice-campeão da Copa Brasil de Voleibol Masculino e campeão gaúcho  na temporada 1996-9 e na Superliga  terminou a competição em sexto lugar . Já na temporada 1997-98 conquista mais uma vez o título gaúcho e obtém o seu primeiro título defendendo as cores da Ulbra/Diadora, sangrando-se bicampeão jogando pela Ulbra/Pepsi na edição de 1998-99, quando também foi campeão gaúcho.
Foi convocado pelo técnico Radamés Lattari da seleção brasileira para disputar em 1998 sua primeira edição  da  Liga Mundial de Voleibol  cuja fase final foi realizada em Milão, era o camisa #14  e com a seleção não  se classificou para as finais terminando na quinta colocação.Disputou em 1998 com a seleção o Campeonato Mundial de Voleibol Masculino cuja campanha foi de forma invicta nas duas fases de grupos, chegando as semifinais diante da seleção italiana, perdendo-a por 3x2 (10–15, 15–13, 11–15, 15–10 e 10–15) e na disputa da medalha de bronze perde para seleção cubana por 3x1(12–15, 15–6, 15–11 e 15–1), terminando assim na quarta posição.
No mesmo ano disputou pela seleção na primeira edição da Copa América de Voleibol sediada em Mar del Plata na Argentina, conquistando a medalha de ouro de forma invicta derrotando  a seleção dona da casa por 3x2 (19-25, 25-21, 25-22, 22-25 e 25-27).
Novamente foi  convocado pelo técnico Radamés Lattari da seleção brasileira para disputar em 1999 mais uma participação em edições  da  Liga Mundial de Voleibol  cuja fase final foi realizada em Mar del Plata, era o camisa #14  e com a seleção se classifica para a fase final e ba semifinal sofrem derrota diante da  seleção cubana  por 3x0 (25-20, 27-25 e  25-19), tendo que disputar a medalha de bronze com a seleção russa vencendo-a por 3x1 (17-25, 25-23, 25-20 e 25-19).
No mesmo ano disputou pela seleção  a segunda edição da Copa América de Voleibol sediada em Tampa nos Estados Unidos, conquistando o bicampeonato de forma invicta ao derrotar na final a seleção dona da casa por 3x1 (24-26, 25-20, 25-23 e 25-13) 
Defendo a  Ulbra/Compaq na jornada de 1999-00, chega nesta competição em quarto lugar, também conquistou o título gaúcho mais uma vez.
Em 2000 atuava pelo Palmeiras/Guarulhos  terminando na quinta colocação da Superliga Brasileira de Voleibol Masculino e  conquistou o vice-campeonato da  Copa Brasil de Voleibol Masculino. No ano seguinte transfere-se para o voleibol francês  e defende as cores do Tourcoing  Lille Metrópole chegando a final da liga  e conquistando o vice-campeonato francês, além do vice-campeonato da Copa da França.
Em 2002 de volta ao vôlei brasileiro defendeu as cores do  Bento Vôlei na conquista do vice-campeonato gaúcho e  chegando na sexta colocação da superliga brasileira. Já no ano de 2003 transfere-se para o voleibol alemão para defender o time  Friedrichshafen, sendo bem sucedido ao conquistar o vice-campeonato alemão e o título da Copa da
Alemanha.
Na temporada 2003-04 volta a defender Bento/Union Pack que terminou na quinta posição da superliga brasileira. Em 2004 transfere-se para o voleibol português para defender o clube Esmoriz. Em seguida  defendeu o Korean Air Jumbos da Coreia do Sul terminando na quarta posição da V-League (Coreia do Sul).Em 2005 jogando novamente pelo Bento Vôlei conquistou o título da Copa São José.
Em 2006 passa a defender a   Ulbra/Suzano/Uptime conquista o Campeonato Gaúcho, assim como a Copa Samsung e chega as finais da superliga brasileira, sendo eliminada pela equipe da Telemig Celular/Minas, conquistou  a terceira posição ao derrotar a Unisul/Nexxera  terminando na terceira posição.
Em 2007 atuando pela equipe Fátima/UCS/Multisul  sagra-se  vice-campeão do Campeonato Gaúcho e na superliga brasileira termina na décima colocação geral.Em 2008 de volta ao Bento Vôlei fica na décima primeira posição da superliga.
Alex  foi capitão  do Bento Vôlei  quando encerrou sua carreira como jogador  aos  34  anos devido as dores nas costas e no quadril. É pai de Bryan, fruto do seu casamento com a psicoterapeuta Cristina Boll Stragliotto. Atualmente  dedica sua carreira profissional ligada ao esporte, sendo o coordenador do projeto social Ijuí Pró-Vôlei; Além de coordenador, atua como  técnico  de voleibol  do projeto Pró-Vôlei, e em 18 de junho de 2013 recebeu a honraria de Embaixador do Voleibol Gaúcho, mesma honraria dada aos campeões olímpicos : Paulão, Gustavo Endres, Gilson Mão-de-Pilão.

## Clubes
| Clube                     | País          | De   | Até  |
| Sogipa                    | Brasil        | 1992 | 1993 |
| Fiat Minas                | Brasil        | 1993 | 1994 |
| Report/Suzano             | Brasil        | 1994 | 1995 |
| Ulbra/Diadora             | Brasil        | 1995 | 1997 |
| Ulbra/Pepsi               | Brasil        | 1997 | 1998 |
| Ulbra Compaq              | Brasil        | 1998 | 1999 |
| Palmeiras Guarulhos       | Brasil        | 2000 | 2000 |
| Tourcoing Lille Metrópole | França        | 2000 | 2001 |
| Bento Vôlei               | Brasil        | 2001 | 2003 |
| Friedrichshafen           | Alemanha      | 2003 | 2003 |
| Esmoriz                   | Portugal      | 2004 | 2004 |
| Bento Vôlei/Union Pack    | Brasil        | 2004 | 2004 |
| Korean Air Jumbos         | Coreia do Sul | 2005 | 2005 |
| Bento Vôlei/Union Pack    | Brasil        | 2005 | 2005 |
| Ulbra Uptime              | Brasil        | 2006 | 2006 |
| Fátima / Medquímica / UCS | Brasil        | 2007 | 2007 |
| Bento Vôlei               | Brasil        | 2008 | 2009 |

## Títulos e Resultados
- 2008- 11º lugar da Superliga de Voleibol Masculino[1][2]
- 2007- 10º lugar da Superliga de Voleibol Masculino[1][2]
- 2006- Campeão Copa Pauta/Samsung [1][2]
- 2006- 3º lugar da Superliga de Voleibol Masculino[1][2]
- 2006- Campeão Gaúcho[1][2]
- 2005- Campeão da Copa São José[1][2]
- 2004- 4º lugar da V-League (Coreia do Sul) Coreia do Sul[1][2]
- 2004- 5º lugar da Superliga de Voleibol Masculino[1][2]
- 2003- Campeão da Copa da Alemanha[1][2]
- 2003- Vice-campeão da Liga Alemã de Voleibol Masculino[1][2]
- 2002- 6º lugar da Superliga de Voleibol Masculino[1][2]
- 2002- Vice-campeão gaúcho[1][2]
- 2001- Vice-campeão da Copa da França[1][2]
- 2001- Vice-campeão da Liga Francesa de Voleibol Masculino[1][2]
- 2000- Vice-campeão da Copa Brasil de Voleibol Masculino [1][2]
- 2000- 5º lugar da Superliga de Voleibol Masculino[1][2]
- 1999- 4º lugar da Superliga de Voleibol Masculino[1][2]
- 1999-Campeão Gaúcho[1][2]
- 1998- 5º lugar da Liga mundial de Voleibol  (Milão,  Itália)[1][2]
- 1998- 4º lugar do Campeonato Mundial de Voleibol Masculino (Osaka,  Japão)[1][2]
- 1998- Campeão da Superliga de Voleibol Masculino[1][2]
- 1998- Campeão Gaúcho[1][2]
- 1997- Campeão da Superliga de Voleibol Masculino[1][2]
- 1997- Campeão Gaúcho[1][2]
- 1996- Campeão Gaúcho[1][2]
- 1996- 6º lugar da Superliga de Voleibol Masculino[1][2]
- 1995- Campeão do Torneio da Antuérpia( Bélgica)[1][2]
- 1995- Campeão Paulista[1][2]
- 1994- Vice-campeão da Superliga de Voleibol Masculino[1][2]
- 1994- 6º lugar da Superliga de Voleibol Masculino[1][2]
- 1994- Campeão Mineiro[1][2]
- 1993- 5º lugar da Superliga de Voleibol Masculino[1][2]
- 1992- 5º lugar da Superliga de Voleibol Masculino[1][2]
- 1992- Campeão Brasileiro de Seleções[1][2]
- 1992- Campeão Gaúcho Juvenil[1][2]
- 1992- Campeão Gaúcho Infanto-juvenil[1][2]
- 1991- Campeão Gaúcho Juvenil[1][2]
- 1991- Campeão Gaúcho Infanto-juvenil[1][2]
- 1990- Campeão Gaúcho Infanto-juvenil[1][2]

## Premiações Individuais
- 2013- Honraria de Embaixador do Voleibol Gaúcho[7]

## Ligações Externas
- Perfil Alex Stragliotto- FIVB